# Сенюк, Иван
Иван Сенюк, также Сенюг (хорв. Ivan Senjuk-Vujko  / Ivan Senjuk-Ujak, сербохорв. Иван Сењуг — Уjак / Ivan  Senjug — Ujak), известен также под партизанским псевдонимом Вуйко (1920, Слободница — 24 августа 1944, Грубишно-Поле) — югославский партизан Второй мировой войны, командир 12-й Славонской ударной бригады, майор Народно-освободительной армии Югославии. Народный герой Югославии — единственный среди всех представителей украинского национального меньшинства этой страны.

## Биография
Родился в 1920 году в населённом пункте Слободница (недалеко от города Славонски-Брод) в бедной крестьянской семье галицких переселенцев, украинец. Окончил начальную школу Слободницы и гимназию в городе Славонски-Брод, бывшую в то время одним из центров активной деятельности Союза коммунистической молодёжи Югославии. Занимался пропагандой молодёжного движения в сёлах Сибинь, Ориовац, Бродски-Ступник и других населённых пунктах. Издавал газету «Борьба молодёжи» (серб. Борба младих), состоял в литературном кружке «Месич».
В борьбу с нацистами вступил в конце июня 1941 года. Участвовал в подготовке вооружённого восстания, осуществлял сбор оружия и военного снаряжения. 9 июля 1941 года был принят в члены компартии Югославии.
В начале июля 1941 года Сенюк вошёл в состав первой партизанской группы, сформированной в Церовацком лесу на горе Диль. К середине июля в группе насчитывалось около 25 человек. Впоследствии Сенюк был назначен политическим комиссаром роты в составе 1-й Славонской бригады, а после создания 3-го батальона бригады — стал его комиссаром. Участвовал в боях за населённые пункты Вочин, Подравска-Слатину, Нашице, Велика-Писаницу, Подгорач и другие. Принимал участие в боях в Хорватском Загорье с целью овладения городом Лепоглава и в Боснии в период с ноября 1943 до мая 1944. Отличился в боях за Прнявор 19 января 1944 года, а также на Мотайице в борьбе с оккупантами, усташами и четниками. После возвращения в Славонию занял должность политкомиссара 16-й Молодёжной бригады имени Йожи Влаховича, потом стал комиссаром и, позднее, командиром 12-й Славонской ударной бригады.

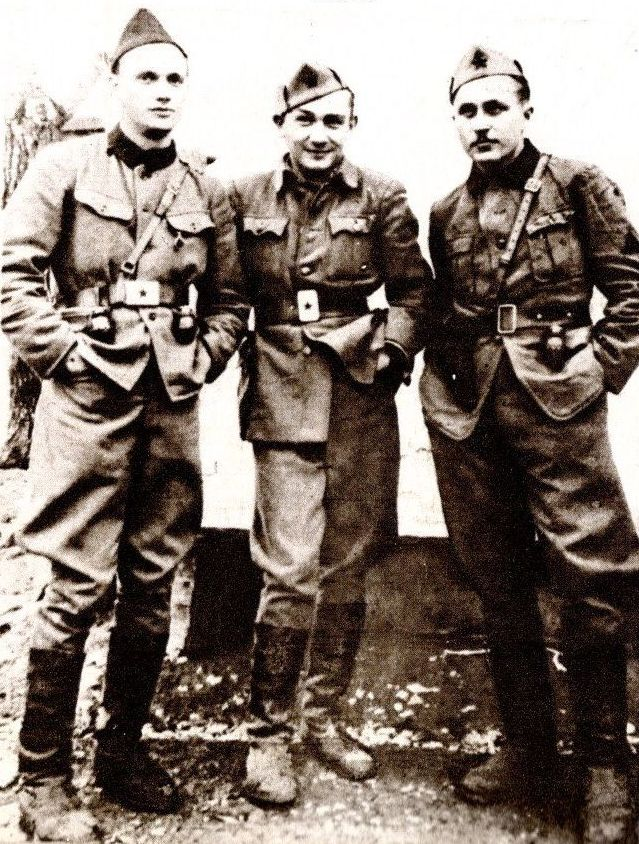
Политический комиссар 12-й Славонской бригады Иван Сенюк (справа), заместитель комиссара Перо Цар (в центре) и член штаба бригады Яворский, Михайло, Раковац, Босния, 1943 год

20 августа 1944 во время штурма Грубишно-Поле Иван Сенюк был ранен в горло, но продолжал командовать бригадой до взятия города. В течение последующих четырёх дней врачи боролись за жизнь комбрига. Был согласован вопрос об его отправке с советским самолётом для лечения в Италию. Однако Иван Сенюк умер от полученной травмы. 19 июня 1945 года Ивану Сенюку присвоено звание Народного героя Югославии (посмертно).

## Память
В городе Кула действует Культурно-художественное общество имени Ивана Сенюка (укр. Культурно-мистецьке товариство ім. Івана Сенюка).

## Комментарии
1. ↑  укр. Вуйко, хорв. Ujak — в переводе с украинского и хорватского языков означает дядя[1][2].